# Brezov katran
Brezov katran je smolasta tvar dobivena suhom destilacijom brezove kore.

## Sastav
Glavni su sastojci fenoli poput gvajakola, krezola, ksilenola i kreozola.

## Uporaba i povijest
Brezov je katran najstariji korišteni adheziv, potpuno je vodootporan, smatra se da je proces star oko 200 000 godina te da su ga koristili već neandertalci, najčešće za ljepljenje vrhova strelica te sječiva sjekira i noževa. Studija iz 2019. godine pokazala je da se isti može proizvesti i jednostavnim spaljivanjem brezove kore u blizini okomitih glatkih površina.
Katran se koristi u narodnoj medicini i to prije svega za kožne bolesti te kao sredstvo za poticanje zacjeljenja rana.

Također se koristi za izradu sredstava za održavanje kože.

## Vanjske poveznice
- Collecting Birch Tar (engl.)